# Olympische Winterspiele 2010/Teilnehmer (Usbekistan)
| Gelbes Symbol für Goldmedaillen mit stilisierten Olympischen Ringen | Graues Symbol für Silbermedaillen mit stilisierten Olympischen Ringen | Braundes Symbol für Bronzemedaillen mit stilisierten Olympischen Ringen |
| ------------------------------------------------------------------- | --------------------------------------------------------------------- | ----------------------------------------------------------------------- |
| —                                                                   | —                                                                     | —                                                                       |

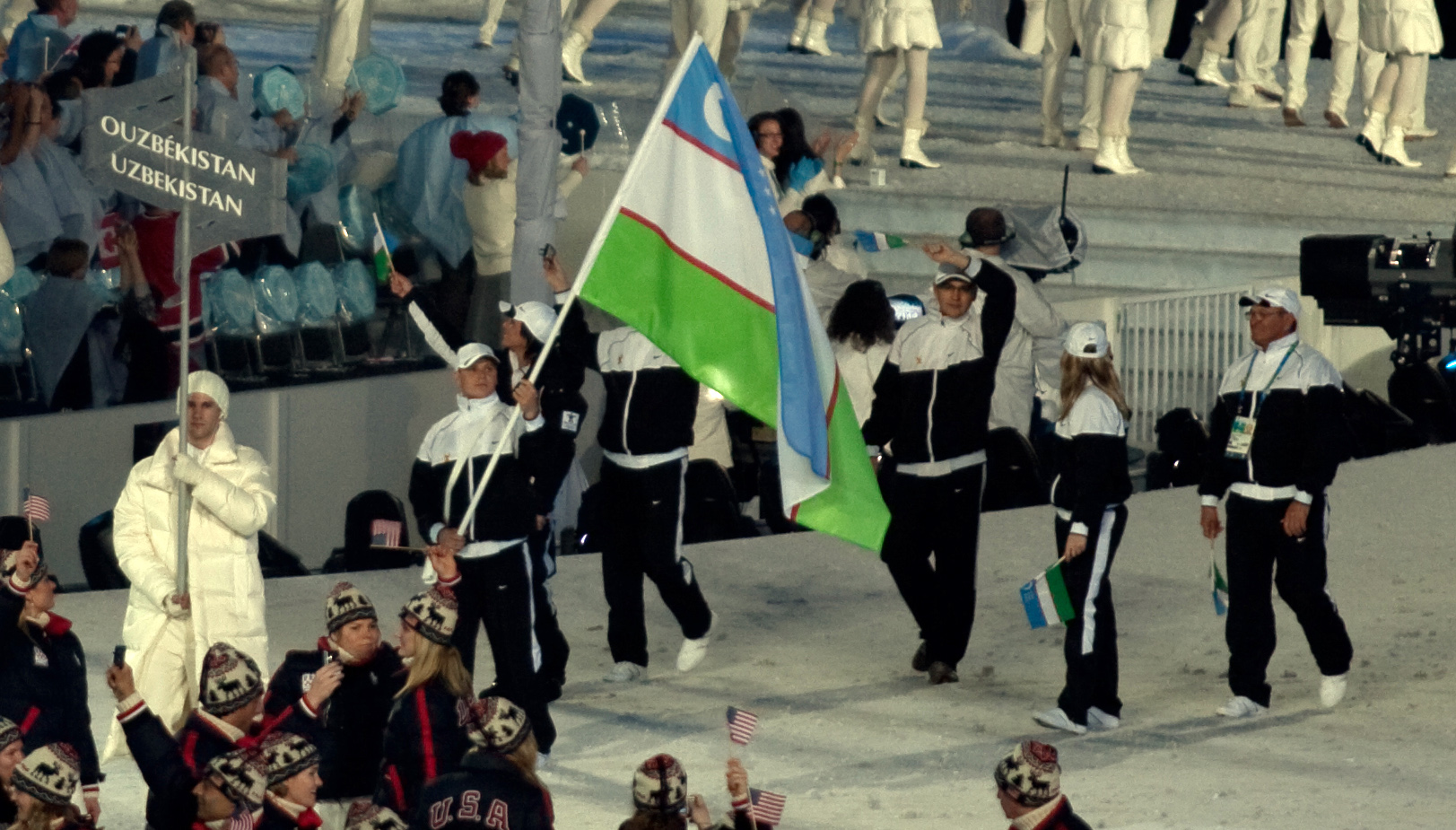
Einmarsch der usbekischen Delegation

Usbekistan nahm an den Olympischen Winterspielen 2010 im kanadischen Vancouver mit drei Sportlern in zwei Sportarten teil.

## Teilnehmer nach Sportarten

### Eiskunstlauf
| Athleten                  | Kurzprogramm | Kurzprogramm | Kür    | Kür  | Punkte | Rang |
| Athleten                  | Punkte       | Rang         | Punkte | Rang | Punkte | Rang |
| ------------------------- | ------------ | ------------ | ------ | ---- | ------ | ---- |
| Damen                     |              |              |        |      |        |      |
| Anastasiya G‘imazetdinova | 49,02        | 24.          | 82,63  | 23.  | 131,65 | 23.  |

### Ski Alpin
| Athleten           | Wettbewerbe  | 1. Lauf     | 1. Lauf | 2. Lauf     | 2. Lauf | Gesamt      | Gesamt |
| Athleten           | Wettbewerbe  | Zeit        | Rang    | Zeit        | Rang    | Zeit        | Rang   |
| ------------------ | ------------ | ----------- | ------- | ----------- | ------- | ----------- | ------ |
| Frauen             |              |             |         |             |         |             |        |
| Kseniya Grigoryeva | Slalom       | DNF         | DNF     | DNF         | DNF     | DNF         | DNF    |
| Kseniya Grigoryeva | Riesenslalom | 1:31,59 min | 59      | 1:25,63 min | 56      | 2:57,22 min | 58     |
| Männer             |              |             |         |             |         |             |        |
| Oleg Shamayev      | Riesenslalom | 1:32,20 min | 77      | 1:36,98 min | 78      | 3:09,18 min | 77     |
| Oleg Shamayev      | Slalom       | 57,65 s     | 42      | 1:00,40 min | 42      | 1:58,05 min | 42     |